# Megitsune
Megitsune (メギツネ) è un singolo del gruppo musicale giapponese Babymetal, pubblicato nel 2013 ed estratto dall'album Babymetal.

## Tracce
- CD

1. Megitsune (メギツネ) – 4:09
2. Akatsuki (紅月 -アカツキ-) – 5:29
3. Megitsune (Air Vocal Ver.) (メギツネ（Air Vocal ver.）) – 4:09
4. Akatsuki (Air Vocal Ver.) (紅月 -アカツキ-（Air Vocal ver.）) – 5:28